# Juan Colet
John Colet (Londres, 15 de enero de 1467-ibídem, 10 de septiembre de 1519) fue decano de la catedral de San Pablo en Londres. Fue un destacado humanista que influyó profundamente en el pensamiento de Erasmo de Róterdam, quien contribuyó a escribir el material escolar para la St Paul's School, fundada por Colet en 1509.

## Biografía
Hijo de Henry Colet, conocido mercader londinense a quien fue dado un título de nobleza y dos veces alcalde de Londres (en 1486 y en 1495). De su matrimonio con Christian Knevet tuvo 26 hijos, y el primogénito y único en sobrevivir la niñez fue John.
Estudió en Cambridge. En 1497 entró a la vida eclesiástica y fue ordenado diácono y luego sacerdote. Tras establecerse en Oxford, comenzó a dar clases de exégesis sobre las cartas de san Pablo a pesar de no contar con títulos en teología. Allí conoció a Erasmo de Róterdam con quien trabó amistad inmediatamente. Fue de hecho, Erasmo quien escribió la única biografía contemporánea de Juan Colet en una carta que envió a Jodocus Jonas en 1521. Sus lecciones de exégesis y comentarios bíblicos fueron novedosas: hasta ese momento no se afrontaba directamente el texto bíblico en las universidades sino a través de las Sentencias de Pedro Lombardo. Otro elemento innovador era que introducía en sus clases el contexto histórico de las cartas, lo cual implicaba algunas veces una teoría sobre las fechas de escritura de éstas: así se subrayaba el uso y descubrimiento del sentido literal. 
Dio clases en Oxford hasta 1504 pues ese año fue nombrado diácono de la Catedral de Londres. Allí fundó la Escuela de san Pablo y promovió diversas reformas de la catedral, aunque sin mucho éxito. Fue admirador de Savonarola.[cita requerida]

## Obras
De sus obras sobre las cartas de san Pablo restan algunos manuscritos que fueron publicados tiempo después por un familiar suyo, J. Lupton. Estos textos resuman aspectos de la filosofía neoplatónica como el del retorno del alma a Dios.  Publicó además un comentario a los primeros tres capítulos del libro del Génesis a modo de cartas a un Radulfo. Allí aplica las categorías de la filosofía aristotélica a la narración de la creación indicando el carácter didáctico que se ha de dar a datos como los días en la creación (siendo Dios inmutable no le conviene estrictamente esa forma de hablar de su actuación). 
También realizó un resumen de los tratados de Pseudo Dionisio. 
Escribió dos tratados muy polémicos por sus enérgicos ataques contra los abusos del clero: De sacramentis Ecclesiae y De compositione sancti Corporis Christi mystici.